# Anvil of Dawn
Anvil of Dawn este un joc video de rol de fantezie din 1995, dezvoltat de DreamForge Intertainment⁠(d) și publicat de New World Computing. A fost desemnat cel mai bun joc de rol din 1995 de către revistele Computer Gaming World și Computer Game Review⁠(d). 
În 2013, jocul a fost relansat prin intermediul GOG.com cu suport Microsoft Windows.

## Gameplay
Jocul a fost lansat în 1995 pentru MS-DOS și a fost unul dintre ultimele RPG-uri clasice DOS cu mișcări în blocuri (printr-o grilă de coordonate dreptunghiulară) și cu un mediu pseudo-tridimensional. Jocul prezintă o vedere tridimensională în timp real din perspectiva personajului. A fost lansat pe CD și conține dialoguri vorbite complet și mai multe scene video înregistrate pre-randate. Jucătorul controlează un singur personaj pe parcursul jocului, care este ales la început din 5 eroi diferiți. Celelalte personaje pot fi apoi întâlnite în joc încercând, de asemenea, să îndeplinească misiunea. Jocul este în mare parte orientat spre acțiune, dar conține și câteva puzzle-uri. Nu există puncte de experiență, deoarece personajul se îmbunătățește folosind abilitățile și vrăjile sale. Are, de asemenea, mai multe finalizări diferite.
În cea mai mare parte a jocului, cu excepția videoclipului introductiv și a finalizărilor, se utilizează o vedere tridimensională prin ochii personajului în timp real. Partea grafică este realizată cu o rezoluție de 320×200 (QVGA⁠(d)) folosind 256 de culori (8-biți).
Starea actuală a eroului se caracterizează prin doi indicatori sub formă de bare: sănătate (puncte de lovire) și mana (puncte de vrajă). Ambii parametri se restabilesc treptat de la sine. Eroul poate transporta mai multe obiecte decât îi permite puterea, dar în acest caz oboseala intervine mult mai repede.

## Intrigă
Jocul are în lumea lui Tempest (Furtuna). Civilizația sa este aproape complet distrusă de un războinic rău și ultimul castel al binelui este sub asediu. Cinci eroi, dintre care doar unul va fi controlat de jucător, sunt teleportați adânc în ținuturile capturate de inamic. Scopul lor este de a afla natura puterii misterioase acordate lordului întunericului și apoi de a găsi și distruge sursa acestei puteri.

## Dezvoltare
Anvil of Dawn a fost dezvoltat de DreamForge Intertainment. În stadiul de concept, echipa a ales să se concentreze pe atmosferă și imersiunea jucătorului în realitatea virtuală,  ceea ce a dus la decizia de a pre-randa mediile jocului prin modele grafice tridimensionale (3D). În timp ce grafica 3D în timp real era folosită de anumite alte jocuri de dungeon crawl în acea vreme, DreamForge credea că mediile lor păreau „plate și pixelate” și a căutat să obțină un realism mai mare prin pre-randare. Pentru scenele în aer liber, echipa a umplut modele 3D ale fiecărui mediu cu „noduri de mișcare” și „mini-cinematice” preînregistrate pentru a anima tranzițiile de la un nod la altul. Obiectivul lor a fost ca jocul să se simtă perfect, indiferent dacă jucătorul pășește printr-o zonă sau se mișca între temnițe.
Scopul imersiunii neîntrerupte i-a determinat să simplifice interfața jocului, să reducă numărul de pictograme de afișare heads-up și să includă jurnalele de misiuni, cărțile de vrăji și hărțile actualizate automat. Potrivit lui Chris Straka de la DreamForge, echipa „a făcut toate eforturile pentru a reduce decalajul dintre jucătorul începător și cel expert”, fără a automatiza prea mult jocul. Pentru ca jucătorii să poată înțelege imediat și să joace Anvil of Dawn, DreamForge a ales să facă jocul astfel încât să fie finalizat doar cu butonul stâng al mouse-ului. Această decizie a inspirat, la rândul său, echipa să limiteze jocul la un personaj cu un singur jucător, în loc de un sistem bazat pe echipe. Straka a explicat: „În acest fel, nu a trebuit să ne facem griji cu privire la mai multe personaje, mai multe fețe, mai multă inventare etc. și cum toate combinațiile posibile pot fi făcute funcționale cu un simplu clic stânga.”
Câteva luni au fost dedicate concepției și implementării magiei și a fost conceput un sistem în pseudo-ture pentru a gestiona luptele. Inamicii atacă la intervale stabilite, pe care DreamForge a încercat să le facă suficient de mari  astfel încât jucătorii să nu se simtă prea grăbiți în timpul luptei. Totuși, inamicii sunt, de asemenea, programați să contraatace fiecare dintre loviturile jucătorului, după care revin la intervalul de așteptare. Acest lucru permite jucătorului să stabilească ritmul de luptă: atacul rapid crește viteza de atac a inamicului,  în timp ce atacul încet o scade.

## Recepție
Conform revistei PC Accelerator⁠(d), Anvil of Dawn a fost „aclamat de critici”.  A fost desemnat cel mai bun joc de rol din 1995 de către Computer Gaming World și Computer Game Review⁠(d)  și a primit o nominalizare la premiul ''Jocul de rol al anului” din partea Computer Games Strategy Plus, dar locul 1 a fost câștigat de jocul Stonekeep (Interplay Productions).  Editorii Computer Gaming World au evidențiat „jucabilitatea și echilibrul jocului Anvil of Dawn drept motive pentru decizia lor, în timp ce cei de la Computer Game Review au rezumat că jocul este „o treabă excelentă pe tot parcursul”.
Trent C. Ward, pentru PC Gamer US,  a numit Anvil of Dawn un „RPG atractiv și plăcut, care nu întinde granițele foarte mult”.  În Computer Gaming World, Scorpia a rezumat jocul ca „o distracție în temniță cu mai multe puncte de interes și câteva surprize plăcute”. Andy Butcher a evaluat Anvil of Dawn pentru revista Arcane, cu un scor de 8 din 10. Butcher comentează că „La fel ca în aproape toate jocurile de rol pe computer, acest lucru este încă limitat la hack-and-slash; dar este hack-and-slash ridicat la o formă de artă. Anvil Of Dawn este, în cele din urmă, limitat, dar este atât de ușor să-l parcurgi, încât nu contează foarte mult.” Computer Games Strategy Plus a fost mai puțin pozitiv: Steve Wartofsky a susținut că „există deja pe piață sau în curând jocuri mai rapide și mai profunde”.
În cartea sa Dungeons and Desktops: The History of Computer Role-Playing Games (2008), istoricul jocurilor video Matt Barton a declarat Anvil of Dawn „unul dintre cele mai bune jocuri inspirate de Dungeon Master⁠(d)”. El a citat „ritmul atent al jocului, muzica splendidă și... interfața superioară” drept punctele sale importante.

## Moștenire
În 1999, un jurnalist de la PC Accelerator a anunțat că New World Computing a plănuit inițial să folosească Anvil of Dawn ca începutul „unei francize în curs de desfășurare” după lansare. Cu toate acestea, aceste planuri au fost abandonate în favoarea concentrării pe titlurile Might & Magic.